# 955 a.C.

## Eventos
- Fim do reinado de Nadabe em Israel.